# Nikołaj Miesiacew
Nikołaj Nikołajewicz Miesiacew (ros. Никола́й Никола́евич Ме́сяцев, ur. 3 lipca 1920 w Wolsku, zm. 4 września 2011 w Moskwie) – radziecki polityk, działacz partyjny i dyplomata.

## Życiorys
W latach 1937–1940 studiował w Moskiewskim Instytucie Prawniczym, 1940-1941 studiował na Wydziale Wojskowo-Morskim Akademii Wojskowo-Prawniczej, od września 1941 do marca 1942 był młodszym śledczym Zarządu III Ludowego Komisariatu Floty Wojskowo-Morskiej ZSRR. Od 1941 członek WKP(b), od marca 1942 do kwietnia 1943 śledczy Wydziału Specjalnego NKWD ZSRR, 1943 zastępca szefa Wydziału Specjalnego NKWD 5 Armii Gwardii, od 1943 do czerwca 1945 szef Sekcji Śledczej Wydziału Kontrwywiadowczego Ludowego Komisariatu Obrony ZSRR 5 Armii Gwardii. Od czerwca 1945 do lipca 1946 pracownik Głównego Zarządu Kontrwywiadu Ludowego Komisariatu Obrony/Ludowego Komisariatu Sił Zbrojnych/Ministerstwa Sił Zbrojnych ZSRR, 1946-1948 instruktor i organizator odpowiedzialny Wydziału Organizacyjno-Instruktorskiego KC Komsomołu, 1948-1950 II sekretarz KC Komsomołu Mołdawii, 1950-1952 zastępca kierownika Wydziału Organów Komsomolskich KC Komsomołu. Od września 1952 do czerwca 1955 aspirant Akademii Nauk Społecznych przy KC WKP(b)/KPZR, od stycznia do czerwca 1953 pomocnik szefa Sekcji Śledczej do Spraw Szczególnie Ważnych MGB ZSRR/MWD ZSRR, od czerwca 1955 do 1959 szef Wydziału Propagandy i Agitacji KC Komsomołu, od listopada 1955 do 1959 sekretarz KC Komsomołu. 1959-1962 I zastępca przewodniczącego Zarządu Wszechzwiązkowego Stowarzyszenia Rozbudowy Instytucji Politycznych i Naukowych, 1962-1963 radca-pełnomocnik Ambasady ZSRR w Chinach, 1963-1964 zastępca kierownika Wydziału KC KPZR ds. Łączności z Partiami Komunistycznymi i Robotniczymi Państw Socjalistycznych, od 31 października 1964 do grudnia 1965 przewodniczący Państwowego Komitetu Rady Ministrów ZSRR ds. Audycji Radiowych i Telewizji, od 31 października 1964 do 2 października 1965 w randze ministra ZSRR. Od grudnia 1965 do 17 kwietnia 1970 przewodniczący Komitetu ds. Audycji Radiowych i Telewizji przy Radzie Ministrów ZSRR, od 8 kwietnia 1966 do 30 marca 1971 zastępca członka KC KPZR, od 24 czerwca 1970 do 14 lipca 1972 ambasador nadzwyczajny i pełnomocny ZSRR w Australii. 1 sierpnia 1972 wykluczony z KPZR, 1972-1989 starszy pracownik naukowy Instytutu Informacji Naukowej ds. Nauk Społecznych Akademii Nauk ZSRR, 18 maja 1984 przywrócono mu członkostwo w KPZR. Od 1989 na emeryturze. Deputowany do Rady Najwyższej ZSRR 7 kadencji (1966-1970).

## Odznaczenia
- Order Wojny Ojczyźnianej I klasy
- Order Czerwonego Sztandaru Pracy (trzykrotnie)
- Order Wojny Ojczyźnianej II klasy (dwukrotnie)